# ابرهارد تراتنر
ابرهارد تراتنر (انگلیسی: Eberhard Trautner؛ زادهٔ ۷ فوریهٔ ۱۹۶۷) بازیکن فوتبال اهل آلمان است که به عنوان دروازه‌بان بازی می‌کرد.
از باشگاه‌هایی که در آن بازی کرده‌است می‌توان به باشگاه فوتبال اشتوتگارت اشاره کرد.